# Fosaprepitant
Fosaprepitantul (cu denumirea comercială Ivemend) este un medicament antiemetic de tip antagonist NK1, fiind utilizat în tratamentul grețurilor și vărsăturilor produse de chimioterapie sau a celor postoperatorii. Calea de administrare disponibilă este cea intravenoasă. Este promedicamentul aprepitantului, și a fost formulat ca o formă de administrare intravenoasă a acestuia.
Molecula a fost  aprobată pentru uz medical în anul 2008.